# Polifonte (hijo de Autófono)
En la mitología griega, Polifonte era hijo de Autófono, o Licofonte, héroe tebano. En la Ilíada, cuando los argivos atacan Tebas para devolverle el trono a Polinices, del cual se había apoderado su hermano Eteocles, Tideo desafió a los jefes tebanos a combates singulares y los derrotó a todos. Eteocles encolerizado, envió a Polifonte y a Meón a la cabeza de cincuenta guerreros para tenderle una emboscada. Tideo mató a todos menos a Meón, al que los dioses le aconsejaron perdonar la vida.